# North Abaco
Pour les articles homonymes, voir Abaco.
North Abaco est l'un des 32 districts des Bahamas. Il est situé sur les îles Abacos et porte le numéro 21 sur la carte.

## Sources
- Statoids.com